# Mavinakatte, Kunigal
Mavinakatte là một làng thuộc tehsil Kunigal, huyện Tumkur, bang Karnataka, Ấn Độ.